# قشلاق حسن خان (خورخورة)
قشلاق حسن خان (بالفارسية: قشلاق حسن خان) هي قرية تقع في إيران في قسم خورخورة الريفي. يقدر عدد سكانها بـ 146 نسمة .